# A Young Person's Guide to King Crimson
A Young Person's Guide to King Crimson è la prima raccolta del gruppo musicale britannico King Crimson, pubblicata nel 1976 dalla Island Records.

## Descrizione
Il doppio album, la cui lista tracce fu compilata da Robert Fripp nel 1975, rappresenta l'ultima uscita negli anni settanta per i King Crimson, sciolti dallo stesso Fripp all'indomani dell'uscita di Red (1974). Il gruppo tornò in attività solo cinque anni più tardi con l'album in studio Discipline (1981). Il titolo dell'album si rifà molto probabilmente a The Young Person's Guide to the Orchestra, celebre composizione per orchestra di Benjamin Britten, oltre ad essere il titolo di una serie televisiva sulla musica classica creata da Leonard Bernstein nel 1960.
Oltre ad una selezione di brani tratti da tutti gli album incisi in studio dal gruppo tra il 1969 e il 1974, con la sola esclusione dell'album Lizard, la raccolta include il singolo Cat Food/Groon del 1970 e una versione inedita del brano I Talk to the Wind registrata da Giles, Giles & Fripp insieme a Ian McDonald nel 1968, cioè prima della nascita dei King Crimson, e cantata da Judy Dyble, allora fidanzata di McDonald. I restanti brani sono per buona parte identici alle versioni incluse negli album, con alcune eccezioni: il brano Moonchild da In the Court of the Crimson King compare qui in forma abbreviata, cioè senza la lunga sezione improvvisata; Cadence and Cascade da In the Wake of Poseidon è più breve di circa un minuto; infine da Larks' Tongues in Aspic Part I, che sull'album omonimo dura oltre tredici minuti, è estratta solo la sezione finale.
I due dipinti raffigurati sulla copertina sono di Fergus Hall. La prima edizione della raccolta era confezionata in un cofanetto di cartone rigido con allegato un libretto illustrato di 20 pagine, a cura di Robert Fripp, che includeva la lista dei concerti del gruppo ed estratti dal diario del chitarrista.

## Promozione
L'uscita dell'album fu promossa dalla pubblicazione di un 7" costituito da due brani tratti dal primo album del gruppo: Epitaph e 21st Century Schizoid Man, quest'ultimo curiosamente escluso dalla raccolta malgrado fosse probabilmente il brano più celebre del gruppo.
Nel 1990 la raccolta è stata pubblicata per la prima volta in formato doppio CD esclusivamente in Giappone per conto della Virgin Records.

## Tracce
Lato A
1. Epitaph – 8:52 (Robert Fripp, Ian McDonald, Greg Lake, Michael Giles, Peter Sinfield)
2. Cadence and Cascade – 3:36 (Robert Fripp, Peter Sinfield)
3. Ladies of the Road – 5:27 (Robert Fripp, Peter Sinfield)
4. I Talk to the Wind – 3:15 (Ian McDonald, Peter Sinfield)

Lato B
1. Red – 6:18 (Robert Fripp)
2. Starless – 12:17 (David Cross, Robert Fripp, John Wetton, Bill Bruford, Richard Palmer-James)

Lato C
1. The Night Watch – 4:38 (Robert Fripp, John Wetton, Richard Palmer-James)
2. Book of Saturday – 2:52 (Robert Fripp, John Wetton, Richard Palmer-James)
3. Peace - A Theme – 1:14 (Robert Fripp)
4. Cat Food – 2:43 (Robert Fripp, Peter Sinfield, Ian McDonald)
5. Groon – 3:30 (Robert Fripp)
6. Coda from Larks' Tongues in Aspic, Part I – 2:09 (David Cross, Robert Fripp, John Wetton, Bill Bruford, Jamie Muir)

Lato D
1. Moonchild – 2:24 (Robert Fripp, Ian McDonald, Greg Lake, Michael Giles, Peter Sinfield)
2. Trio – 5:36 (David Cross, Robert Fripp, John Wetton, Bill Bruford)
3. The Court of the Crimson King – 9:21 (Ian McDonald, Peter Sinfield)